# تكنة (ثكنة)
تكنة هي إحدى مشيخات المملكة المغربية، تتبع جغرافيا لإقليم سيدي قاسم وإداريًا لثكنة. يقدر عدد سكانها بـ 6018 نسمة حسب الإحصاء الرسمي للسكان والسكنى لسنة 2004.